# Julio Cozzi
Julio Adolfo Cozzi (Buenos Aires, 14 de julio de 1922–Buenos Aires, 25 de septiembre de 2011) fue un futbolista argentino, conocido como el Arquero del Siglo. Su primer equipo fue el Club Atlético Platense, en el que es considerado el mejor arquero en la historia de este club, al igual que en Millonarios de Colombia, equipo al que fue transferido en 1950 y donde obtuvo sus mayores logros, entre ellos varios títulos en Colombia, la Pequeña Copa del Mundo de Clubes de 1953 y exitosas giras por Europa y América.

## Biografía
Su debut en el fútbol profesional fue en la primera de Platense en el año 1941 a los 18 años de edad en un partido contra Atlanta.
En 1940 había salido campeón con Platense en la Cuarta división. Jugó en Platense hasta el año 1949 para jugar luego en Colombia en Millonarios de Bogotá (el Ballet Azul) sin dejar de ser socio de Platense durante todo ese período. Con el equipo colombiano ganó tres Campeonatos Colombianos (1951, 1952 y 1953) y una Copa Colombia (1953), además de la Pequeña Copa del Mundo de Clubes en 1953.
Luego en 1955 volvió para jugar nuevamente en el arco de Platense aunque con algún problema en la rodilla que se negaba a operar quedando libre al final de esa temporada.
Desde 1956 y por tres años jugó en Independiente de Avellaneda y luego en Banfield en 1959. Regresó a Millonarios en 1961, inicialmente como director técnico encargado del club, pero luego fue reemplazado por Gabriel Ochoa y retorno a su posición de arquero y se retiró definitivamente de la actividad ganando el título del Campeonato Colombiano de ese año, el cuarto en su cuenta personal.
Tras su regreso a la Argentina dirigió semi-profesionalmente para el Club Atlético Independiente (Mar del Plata) entre 1962/63. Luego trabajo por 18 años en una empresa del gobierno hasta que logró su jubilación a sus 62 años.

## Selección Argentina
Fue el arquero titular de la selección de fútbol de Argentina en el Campeonato Sudamericano 1947, en el que el seleccionado albiceleste se coronó campeón del continente por tercera vez consecutiva.

## Clubes

### Como jugador

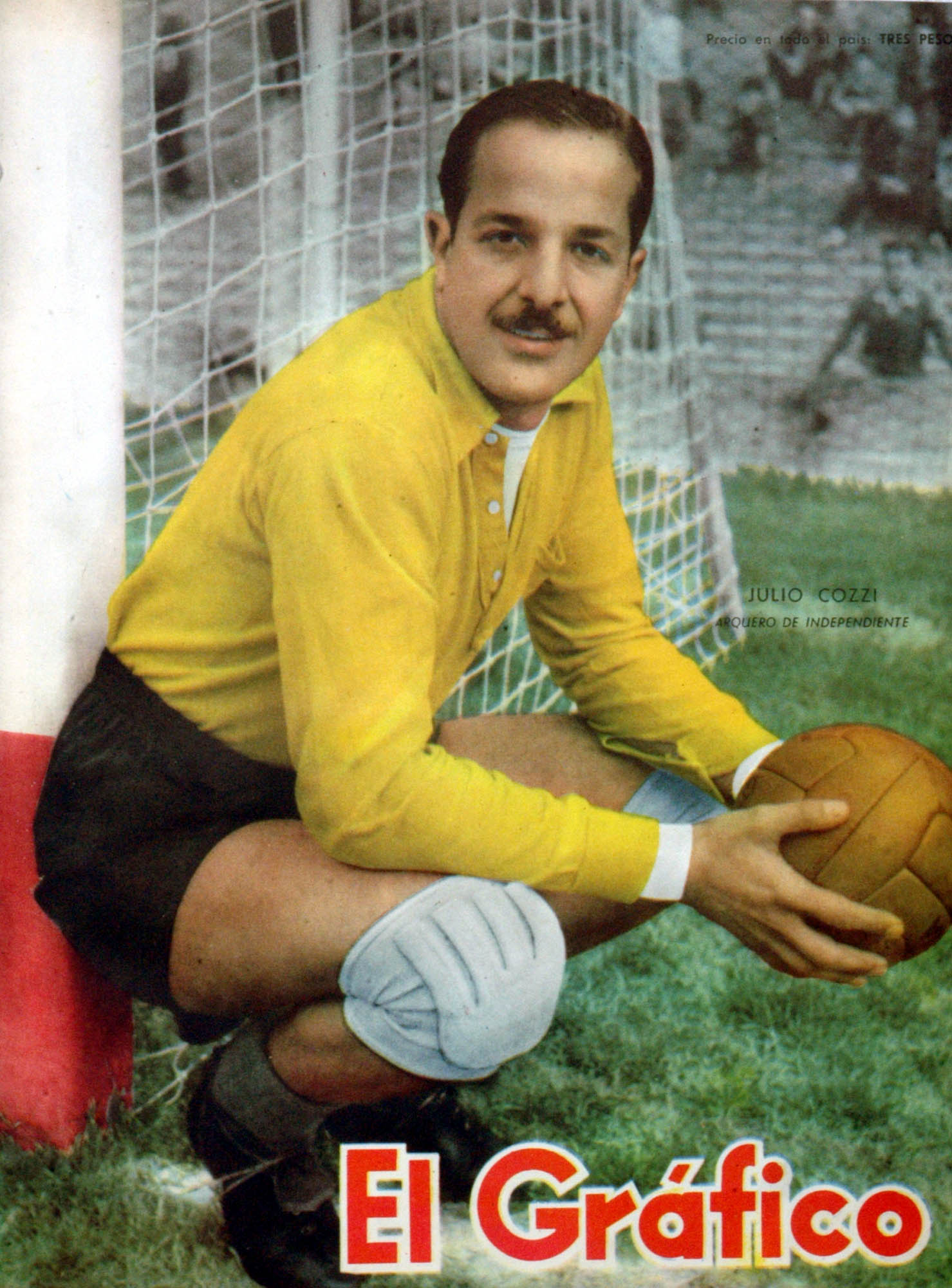
Cozzi en 1957, jugando en Independiente.

| Club                | País                | Año                 | Partidos |
| ------------------- | ------------------- | ------------------- | -------- |
| Platense            | Argentina           | 1941-1949           | 182      |
| Millonarios         | Colombia            | 1950-1954           | 76       |
| Platense            | Argentina           | 1955                | 11       |
| Independiente       | Argentina           | 1956-1958           | 73       |
| Banfield            | Argentina           | 1959-1960           | 10       |
| Millonarios         | Colombia            | 1961                | 12       |
| Total en su carrera | Total en su carrera | Total en su carrera | 365      |

#### Gol
| Fecha                 | Lugar             | Equipo      | Res. | Gol | Rival          | Tipo de Jugada | Competición      |
| --------------------- | ----------------- | ----------- | ---- | --- | -------------- | -------------- | ---------------- |
| 19 de octubre de 1952 | Estadio El Campín | Millonarios | 2-1  | 2-1 | Deportivo Cali | Penal          | Primera División |

### Como entrenador
| Club                          | País      | Año       |
| ----------------------------- | --------- | --------- |
| Oriente (Tres Arroyos)        | Argentina | 1960      |
| Millonarios                   | Colombia  | 1961      |
| Independiente (Mar del Plata) | Argentina | 1961-1963 |

#### Estadísticas como entrenador
| Período | Equipo      | País     | PD | PG | PE | PP |
| 1961    | Millonarios | Colombia | 12 | 3  | 4  | 5  |
| Total   | Total       | Total    | 12 | 3  | 4  | 5  |

## Palmarés

### Campeonatos nacionales
| Título           | Club        | País     | Año  |
| ---------------- | ----------- | -------- | ---- |
| Primera División | Millonarios | Colombia | 1951 |
| Primera División | Millonarios | Colombia | 1952 |
| Copa Colombia    | Millonarios | Colombia | 1953 |
| Primera División | Millonarios | Colombia | 1953 |
| Primera División | Millonarios | Colombia | 1961 |

Campeonatos internacionales
| Título                           | Club                | País      | Año  |
| -------------------------------- | ------------------- | --------- | ---- |
| Campeonato Sudamericano          | Selección argentina | Ecuador   | 1947 |
| Pequeña Copa del Mundo de Clubes | Millonarios         | Venezuela | 1953 |

## Curiosidades
1. La Tribuna popular visitante del Club Atlético Platense lleva su nombre.
2. Julio se convirtió en el segundo arquero en anotar gol en el Fútbol Profesional Colombiano y el primero en hacerlo de penal. El primer arquero en anotar fue Gabriel Ochoa Uribe aunque este lo convirtió en jugada en movimiento curiosamente los dos jugaban para Millonarios y estuvieron presentes como titular y suplente en ambos encuentros.
3. Una tribuna del Club Independiente también tiene su nombre